# NGC 2975
NGC 2975 је елиптична галаксија у сазвежђу Хидра која се налази на NGC листи објеката дубоког неба.
Деклинација објекта је - 16° 40' 26" а ректасцензија 9h 41m 16,0s. Привидна величина (магнитуда) објекта NGC 2975 износи 14,8 а фотографска магнитуда 15,8. NGC 2975 је још познат и под ознакама NPM1G -16.0291, PGC 27664.